# Nederlandse kampioenschappen schaatsen afstanden 1994 - 1000 meter vrouwen
De 1000 meter vrouwen op de Nederlandse kampioenschappen schaatsen afstanden 1994 werd gereden in december 1993 in ijsstadion Thialf te Heerenveen. 
Aan deze editie namen 15 schaatssters deel. Titelverdedigster was Christine Aaftink, zij prolongeerde haar titel voor de vijfde maal op rij.

## Uitslag
| #      | Schaatser             | tijd    |
| ------ | --------------------- | ------- |
| Goud   | Christine Aaftink     | 1.24,06 |
| Zilver | Marianne Timmer       | 1.24,25 |
| Brons  | Sandra Zwolle         | 1.24,84 |
| 4      | Renske Vellinga       | 1.24,87 |
| 5      | Léontine van Meggelen | 1.25,17 |
| 6      | Anita Loorbach        | 1.25,52 |
| 7      | Andrea Nuyt           | 1.25,68 |
| 8      | Anja Bollaart         | 1.26,57 |
| 9      | Evelyn de Haan        | 1.27,31 |
| 10     | Ellen Linnenbank      | 1.27,44 |
| 11     | Alida Pasveer         | 1.28,03 |
| 12     | Janine Koudenburg     | 1.28,55 |
| 13     | Linda Nat             | 1.29,30 |
| 14     | Janny Zonderland      | 1.30,05 |
| DQ     | Sandra Voetelink      | ––––––  |

Uitslag
1987 · 
1988 · 
1989 · 
1990 · 
1991 · 
1992 · 
1993 · 
1994 · 
1995 · 
1996 · 
1997 · 
1998 · 
1999 · 
2000 · 
2001 · 
2002 · 
2003 · 
2004 · 
2005 · 
2006 · 
2007 · 
2008 · 
2009 · 
2010 · 
2011 · 
2012 · 
2013 · 
2014 · 
2015 · 
2016 · 
2017 · 
2018 · 
2019 · 
2020 · 
2021 · 
2022 · 
2023 · 
2024 · 
2025